# DRILL KING ANTHOLOGY
『DRILL KING ANTHOLOGY』（ドリルキング アンソロジー）は、日本のオムニバス・アルバム。
1994年8月1日にキューン・ソニーレコードよりリリースされた。日本の音楽ユニットである電気グルーヴが主宰するレーベル「ドリルキング・レコード」に所属するアーティストたちの楽曲を収録したという触れ込みの企画コンピレーション・アルバムであり、電気グルーヴの5枚目のアルバム『VITAMIN』（1993年）からおよそ8か月後にリリースされた。
電気グルーヴによる過去に発表された変名ユニットや企画物の音源に加え、本作のためにメンバーが様々な人物に扮装した上で演奏した楽曲が収録されている。ニッポン放送の深夜番組『電気グルーヴのオールナイトニッポン』（1991年 - 1994年）内で広くアイデアが募集され、リスナーから送られた架空のアーティスト名や選曲が盛り込まれた。
本作にはシングルとしてリリースされたピエール瀧扮する瀧勝の「人生」（1991年）および電気グルーヴ扮する子門'zの「トランジスタラジオ」（1993年）が収録されている。本作はオリコンアルバムチャートにおいて最高位第8位となった。

## 制作、アートワーク
架空のレーベルという発想はイギリスの音楽プロデューサーであるティム・シムノンによるソロ・ユニット「ボム・ザ・ベース」が所属していた「リズムキング」というレーベルに影響され、「ドリルキング」というレーベル名および「遠藤薫」という架空のプロデューサーが設定されることになった。本作ではニックネームが「ドリカム」で江戸時代に録音されたという設定の鳥゛留噛男（どりるかむお）や、プロデューサーが犬先生という設定のピエール瀧扮する瀧勝などの楽曲が収録されており、瀧が連れている犬はスタッフが実際に飼っている犬であったと石野卓球は述べている。また石野はCDブックレットに記載されているスペイン盤などの表記はすべて虚偽であり、グッズ一覧もすべて捏造であることを明かしている。本作のジャケットは前作が青色が基調であったことから黄色に決定、同じ色が続かないようにしていると石野は述べている。
砂原良徳は本作のような架空の設定によるコンピレーション・アルバムを制作することに「ワクワクします」と前向きであったが、石野および瀧がすべてのアイデアを提案しており砂原はまったくアイデアを出していないと述べている。無理して演じることは困難であったことから砂原はむしろ乗り気で演じていたとも述べており、「電気グルーヴというグループの十字架をなんとなく降ろしてできる仕事だったので、3人ともそうだったと思います」と述べた他、「ソロでやれと言われたらツラいですけど、東京ドームでライヴがあってティンパニ叩いたりコントラバスを回したり、とにかく楽しんでやってましたね」と述べている。本作のアートワークを担当したスージー甘金は、ジャケット中央の犬の写真が一枚しかなかったため拡大して使用し、犬の背景の色を変えただけであると述べている。架空のグッズのアイデアは石野から提案されたものであり、シンボルをシールにして貼るという提案を受けた甘金は感銘を受け、自身の個展において同様の行為を行ったと述べている。しかしすべてが完成したあとに「DRILL」の前に「The」を入れたいという要望に応えることができず、これについて後年甘金は「全部作った後だったからなんだけど、デザイナーならそこまで対応しなきゃダメだって、今思えばやっぱりTheを入れたほうがおもしろかったかもしれないなって思う」と述べている。

## 楽曲
1. 「ドリルキング・アンセム（ドリルキング社歌）」
後にこの曲は歌詞を一部変更し、「ドリルキング社歌2001」としてセルフカバーされている。このアルバムに収録される以前はピンクサロン行進曲の曲名でライブで演奏されていた。
2. 「トランジスタ・ラジオ」／子門'Z
ドリルキング・レーベルの第2弾シングル。ニッポン放送の深夜番組『電気グルーヴのオールナイトニッポン』（1991年 - 1994年）内の企画から誕生した「子門'Z」[注釈 2][4]によるRCサクセション楽曲「トランジスタラジオ」（1980年）のカバー。このアルバムではシモニック唱法ではない、石野によるソロ歌唱・バージョンが収録されている。アーティスト名のうち「'z」の部分はロックユニットであるB'zから取られている。また、このアルバム・バージョンの冒頭には、唯一子門'Z名義でライヴを行ったニッポン放送主催の開局40周年記念イベント「ザ・ライヴマシーン'93」の音源が収録されている。
3. 「ハングマン」／SKELETON JOE
電気グルーヴの楽曲でも数少ない、砂原がメインボーカルを担当した楽曲。砂原の歌声が正式なバージョンで存在するのは本曲と7枚目のアルバム『ORANGE』（1996年）収録の「ママケーキ」のみとなっている。
4. 「人生」／瀧勝
ドリルキング・レーベルの第1弾シングル。「瀧を演歌歌手としてデビューさせる」という電気グルーヴメンバーとプロデューサーとの飲みの席で出た冗談が本当に実現されてしまった曲[5]。実際にシングルとしてリリースされ、瀧は全国を回りキャンペーンも行った。本作に収録されたアルバム・バージョンの冒頭には、瀧勝がその大阪のキャンペーンで朝日放送情報番組『おはよう朝日です』（1979年 - ）内のコーナー、「けさの一曲」に出演した際の番組の生音が挿入されている。詳細は「人生」の項を参照。
5. 「ツルっとフランス子守歌」／ペダル踏弥
ドイツの音楽グループであるクラフトワークの楽曲「ツール・ド・フランス（英語版）」（1983年）と日本のロックバンドであるチェッカーズの楽曲「ギザギザハートの子守唄」（1983年）をモチーフにした曲。冒頭部にはクラフトワークの楽曲「アウトバーン」（1974年）のイントロ、終了部には同じく「ヨーロッパ特急（英語版）」（1977年）のアウトロのパロディが挿入されている。
6. 「力医師」／鳥゛留噛男
フジテレビ系テレビアニメ『あしたのジョー』（1970年 - 1971年）の挿入歌であった「力石徹のテーマ」のカバー。当時同グループが山中湖合宿で即興的に行ったパフォーマンス「力医師」が原点となっている。
後に、同グループの名曲ともなるポポは合宿時のパフォーマンスのビデオからサンプリングした物である。
7. 「モテたくて…」／ギ・おならすいこみ隊
本曲はテレビブロスの企画で「The 天久聖一 With ギ・おならすいこみ隊」による日射病撲滅キャンペーンソングとしてシングルにてリリースされた[4]。同シングルは限定100枚の非売品であったこともあり、スタッフ・クレジットにはサッカーのハンス・オフト監督や漫画『美味しんぼ』（1983年 - 2014年）の登場人物である栗田ゆう子の他に、ゆうゆ、セ・パ両リーグ、ホーキング博士、兵藤ゆき、スーパービュー踊り子など虚偽の名称が記載されている[4]。原曲は天久がボーカルを担当しているが、本作には瀧がボーカルを担当したバージョンが収録されている。原曲はスタジオを借りる予算がなかったためにバック演奏は石野の自宅、天久のボーカル部分はキューン・ソニーレコードの会議室で録音された[4]。しかしミスによりボーカル部分が逆相になっているためモノラルで再生すると歌が消えてしまう状態になっており、AMラジオで放送した場合インストゥルメンタルになってしまうと石野は述べている[4]。天久によれば石野からラップの歌詞を制作するよう依頼された際に、音が完成しておらず韻の踏み方も分からなかったことから「こんな感じでモテたい」という内容の文章を制作してラップにしてほしいと提案したものの、歌詞を見た石野からは「詞じゃないじゃん!」と爆笑されたという[4]。会議室で歌詞を確認した両者はその場で録音、天久によれば石野は「下水のコーナーレタスが腐ってる」というフレーズを気に入っていたが、天久は「でもそれ、うちで本当にレタスが腐ってた日常を書いただけなんですけど、この歌詞を聴くと自分でも笑いますね」と述べている[4]。
8. 「人生（Hardfloor REMIX）」／瀧勝
アシッド・サウンドで知られていたドイツのユニットであるハードフロアに依頼したリミックス版。限定盤として本作と同日に12インチシングルにてリリースされた[6]。

## リリース、批評、チャート成績
| 専門評論家によるレビュー | 専門評論家によるレビュー |
| レビュー・スコア         | レビュー・スコア         |
| 出典                     | 評価                     |
| ------------------------ | ------------------------ |
| CDジャーナル             | 肯定的                   |

本作は1994年8月1日にキューン・ソニーレコードからCDにてリリースされた。CD帯に記載されたキャッチコピーは「電気グルーヴ界の極北といわれる、あのドリルキングがコンピレーション・ミニ・アルバムを発表。瀧勝、子門'zを含むドリルキング所属アーティスト悪夢の饗宴。ジャーマン・テクノの鬼将軍ハードフロアーも「人生」リミックスで参加。」となっている。本作にはシングルとして過去にリリースされていた瀧勝の「人生」（1991年）および子門'zの「トランジスタラジオ」（1993年）が収録されている。本作はニッポン放送の深夜番組『電気グルーヴのオールナイトニッポン』（1991年 - 1994年）から発展する形で企画された楽曲が収録されている。同日には2本目のライブ・ビデオ『ケンタウロス』および12インチ・シングル「人生 (Hardfloor Remix)」が同時リリースされた。これを受けてピエール瀧は「怒涛のリリース（笑）。『ドリルキング』でガス抜きをしなかったら、きっと『ドラゴン』にはもっと笑いの要素が増えてたかもしれない」と述べている。
音楽情報サイト『CDジャーナル』では本作が電気グルーヴによる企画物のコンピレーション盤であることを指摘した上で、ドリルキング・レーベル所属とされるアーティストによる楽曲について「さすがにマニアック&ハイレベル」、「社歌に始まり、RCの名曲を熱唱する子門z、演歌歌手・瀧勝など多種多彩」と肯定的に評価した。本作はオリコンアルバムチャートにて最高位第8位の登場週数4回で売り上げ枚数は4.9万枚となった。この売り上げ枚数は電気グルーヴのアルバム売上ランキングにおいて第8位となっている。

## 収録曲
CDブックレットに記載されたクレジットを参照。
| #         | タイトル                                       | 作詞                     | 作曲             | 編曲      | 時間  |
| --------- | ---------------------------------------------- | ------------------------ | ---------------- | --------- | ----- |
| 1.        | 「ドリルキング・アンセム（ドリルキング社歌）」 | 遠藤薫                   | 遠藤スミ子（男） | 加藤達雄  | 2:02  |
| 2.        | 「トランジスタ・ラジオ」(子門'Z)               | 忌野清志郎               | G.1.238.471      |           | 4:44  |
| 3.        | 「ハングマン」(SKELETON JOE)                   | 髑髏錠次                 | ボーン骨岡       |           | 3:35  |
| 4.        | 「人生」(瀧勝)                                 | ピエール瀧               | 石野卓球         | 池多孝春  | 4:33  |
| 5.        | 「ツルっとフランス子守歌」(ペダル踏弥)         | 漕村棒人                 | ボールヶ丘蹴彦   |           | 5:04  |
| 6.        | 「力医師」(鳥゛留噛男)                         | ポッポちゃん             | シュッシュさん   |           | 6:05  |
| 7.        | 「モテたくて…」(ギ・おならすいこみ隊)          | 天久聖一 & ミスターMOTTE | 山田山男         |           | 6:15  |
| 8.        | 「人生 (Hardfloor REMIX)」(瀧勝)               | ピエール瀧               | 石野卓球         |           | 7:45  |
| 合計時間: | 合計時間:                                      | 合計時間:                | 合計時間:        | 合計時間: | 40:03 |

## スタッフ・クレジット
CDブックレットに記載されたクレジットを参照。
- 電気GROOVE – プロデューサー
- 安部良一 – ディレクター
- 渡辺省二郎 – エンジニア（3, 5 - 7曲目）
- 佐々木志了 – エンジニア（1曲目）
- 松本靖雄 – エンジニア（2曲目）
- 鈴木慶三 – エンジニア（4曲目）
- オリヴァー・ボンツィオ – エンジニア（8曲目）
- ラモン・ツェンカー – エンジニア（8曲目）
- 町田つかさ – アシスタント・エンジニア
- 芳賀健至 – アシスタント・エンジニア
- 中山道彦 – マネージメント
- 関根広志 – マネージメント
- 田中三一 – マスタリング・エンジニア
- スージー甘金 + コガネ虫スタジオ – アート・ディレクション
- 今元秀明 – 写真撮影
- 宇山弥和子 – スタイリング
- 椎名基樹 – テキスト
- 山本圭三（テレビブロス） – スペシャル・サンクス
- 遠藤薫 – エグゼクティブ・プロデューサー

## チャート
| チャート         | 最高順位 | 登場週数 | 売上数  | 出典   |
| ---------------- | -------- | -------- | ------- | ------ |
| 日本（オリコン） | 8位      | 4回      | 4.9万枚 | [ 10 ] |

## リリース日一覧
| No. | リリース日    | レーベル                       | 規格         | カタログ番号 | 備考                   | 出典         |
| --- | ------------- | ------------------------------ | ------------ | ------------ | ---------------------- | ------------ |
| 1   | 1994年8月1日  | キューン・ソニー               | CD           | KSC2 85      |                        | [ 7 ] [ 14 ] |
| 2   | 2012年11月7日 | ソニー・ミュージックレーベルズ | AAC-LC       | -            | デジタル・ダウンロード | [ 15 ]       |
| 3   | 2012年11月7日 | ソニー・ミュージックレーベルズ | ロスレスFLAC | -            | デジタル・ダウンロード | [ 16 ]       |